# Bălgarsko Slivovo, Veliko Tărnovo
Bălgarsko Slivovo (în bulgară Българско Сливово) este un sat în comuna Sviștov, regiunea Veliko Tărnovo,  Bulgaria. 

## Demografie
Componența etnică a satului Bălgarsko Slivovo
     Bulgari (94,26%)
     Nicio identificare (5,73%)
     Altele (0%)
La recensământul din 2011, populația satului Bălgarsko Slivovo era de 1.342 locuitori. Din punct de vedere etnic, majoritatea locuitorilor (94,26%) erau bulgari. Pentru 5,73% din locuitori nu este cunoscută apartenența etnică.